# Hugues Ier de Clermont
Pour les articles homonymes, voir Hugues Ier.
Le comte Hugues Ier de Clermont-en-Beauvaisis, né vers 1030-35, mort en 1101, fut comte de Clermont (en Beauvaisis) de 1088 à 1101.  Il est le premier membre certain de la maison de Clermont-en-Beauvaisis. Certaines généalogies lui attribuent comme père Renaud de Creil, grand chambellan de France, mais on ne sait pas sur quoi se base cette hypothèse.

## Biographie
Il épousa en 1070 Marguerite de Roucy (° v. 1045 † après 1103), fille d'Hildouin IV de Montdidier, comte de Roucy et de Ramerupt, et d'Adélaïde de Roucy. Ils eurent :
- Renaud II († 1161), comte de Clermont ;
- Gui, mort en 1119 à Rouen, emprisonné ;
- Hugues, mort après 1099 ;
- Ermentrude, mariée au vicomte Hugues d'Avranches, Ier comte de Chester (° 1047 † 1101) ;
- Adelise alias Alix, mariée au comte Gilbert de Clare voir : Dynastie de Normandie ;
- Marguerite, mariée à Gilbert de Gerberoy ;
- Richilde, mariée avant 1101 à Dreux II, sire de Mello ;
- Emme alias Béatrice, dame de Luzarches, mariée avant 1101 à Mathieu Ier († 1155), comte de Beaumont-sur-Oise.

## Sources
- Foundation for Medieval Genealogy